# Tangerang
Tangerang è una città (kota) dell'Indonesia, nella provincia di Banten.